# Once in a While (Timeflies)
Once in a While è un singolo del duo statunitense Timeflies e pubblicato il 18 marzo 2016 attraverso le etichette Forty8Fifty Music Group e Epic Records.

## Promozione
I Timeflies si sono esibiti con Once in a While nello show statunitense Good Day L.A. il 7 settembre 2016.

## Classifiche
| Classifica (2016)            | Posizione massima |
| ---------------------------- | ----------------- |
| Austria                      | 58                |
| Belgio (Fiandre)             | 39                |
| Belgio (Vallonia)            | 14                |
| Canada                       | 93                |
| Repubblica Ceca              | 34                |
| Danimarca                    | 32                |
| Germania                     | 60                |
| Ungheria                     | 32                |
| Irlanda                      | 73                |
| Paesi Bassi (Dutch Top 40)   | 15                |
| Paesi Bassi (Single Top 100) | 29                |
| Norvegia                     | 19                |
| Portogallo                   | 47                |
| Slovacchia                   | 32                |
| Svezia                       | 23                |
| Svizzera                     | 56                |
| Stati Uniti                  | 107               |
| Stati Uniti (pop)            | 39                |